# Aparallactus niger
Espèce
Statut de conservation UICN

 LC  : Préoccupation mineure
Aparallactus niger est une espèce de serpents de la famille des Lamprophiidae.

## Répartition
Cette espèce se rencontre :
- en Côte d'Ivoire ;
- en Guinée ;
- au Liberia ;
- au Sierra Leone.

## Description
C'est un serpent venimeux.

## Publication originale
- Boulenger, 1897 : Description of a new snake from Sierra Leone. Annals and magazine of natural history, ser. 6, vol. 19, p. 154 (texte intégral).